# Рапавик рябий
Рапавик рябий (лат. Brachytodes clathratus, Fabricius, 1792) — ендемічний гірськоцентральноєвропейський вид жуків  з родини Скрипунових.

## Поширення
Рапавик рябий – належить до групи гірських центральноєвропейських видів у складі європейського зоогеографічного комплексу, ендемік центральноєвропейських гірських масивів. 
В Україні Рапавик рябий відомий лише із Карпат.

## Екологія
У Карпатському регіоні України ареал охоплює всю територію Карпат і окремі спорадичні осередки у передгір’ях, де зустрічається надзвичайно рідко. Імаго трапляються на квітах: весною на кремені білій (Petasites albus), а влітку на гадючнику в’язолистому, чемериці білій (Veratrum album) і борщівнику європейському (Heracleum sphondylium) в лісовому поясі, тоді як у субальпійському на борщівнику карпатському (Heracleum carpaticum). Літ розпочинається ранньою весною під час цвітіння ефемерів та ефемероїдів – травень, і триває до серпня, з максимумом наприкінці травня, початку червня.

## Морфологія

### Імаго
Розміри тіла 9-13 мм. Загальне забарвлення тіла чорне. Надкрила буро-жовті з чорними перев’язями і плямами, малюнок мінливий з великою кількістю форм від, майже, повністю жовтих до цілком чорних. Вусики, починаючи з 3-го, мають світлі кільця при основі. Статевий диморфізм виражений слабко. Зазвичай самки більші з великим черевцем, а у самців довші вусики.

### Личинка
Личинки розвиваються в частково зітлілій деревині смереки і зрідка ялиці білої. У личинок при основі пронотума наявні численні дрібні сильно склеротизовані зубчики, які утворюють поперечну рудувату смужку. 9-й терґіт черевця на вершині витягнений у зубчик.

## Життєвий цикл
Життєвий цикл триває два роки.